# Otto Teetzmann
Otto Alfred Wilhelm Teetzmann (* 30. Juli 1899 in Treptow; † 1947) war ein nationalsozialistischer Funktionsträger und SS-Führer.
1918 gehörte Teetzmann der neugebildeten Garde-Kavallerie-Schützen-Division an. Tetzmann trat in die NSDAP (Mitgliedsnummer 271.567) und die SS (SS-Nr. 3.901) ein. 1931 wurde er Sturmbannführer. 1932 erfolgte seine Ernennung zum SS-Standartenführer und am 25. August 1934 wurde er zum SS-Oberführer befördert. Im gleichen Jahr wurde er Abteilungschef im Reichsministerium für Luftfahrt in Berlin.

## Veröffentlichungen
- Ein Jahr Reichsluftschutzbund. In: Die Sirene. Heft 13, Mai 1934, S. 2–3.
- Der Luftschutz-Leitfaden für alle. Berlin 1940.